# Juan Carlos Tabío
Juan Carlos Tabío (L'Avana, 3 settembre 1943 – L'Avana, 18 gennaio 2021) è stato un regista e sceneggiatore cubano.
Il suo film, diretto assieme a Tomás Gutiérrez Alea, Fragola e cioccolato ha vinto l'Orso d'argento, gran premio della giuria al Festival di Berlino 1994.
Mentre per il film del 2000, Lista de Espera, è stato proiettato nella sezione Un Certain Regard al Festival del Cinema di Cannes del 2000.

## Filmografia parziale
- Se permuta (1983)
- Plaff o Demasiado miedo a la vida (1988)
- Fragola e cioccolato (Fresa y chocolate) co-diretto con Tomás Gutiérrez Alea (1994)
- El elefante y la bicicleta (1994)
- Guantanamera co-diretto con Tomás Gutiérrez Alea (1995)
- Lista d'attesa (Lista de espera) (2000)
- Aunque estés lejos (2003)
- El cuerno de la abundancia (2008)
- 7 Días en La Habana (2012)